# 岩手二日町站
岩手二日町站（日语：／ Iwate-Futsukamachi eki */?）位于岩手县远野市绫织町上绫织，是东日本旅客铁道（JR東日本）管辖的釜石线上的鐵路車站。

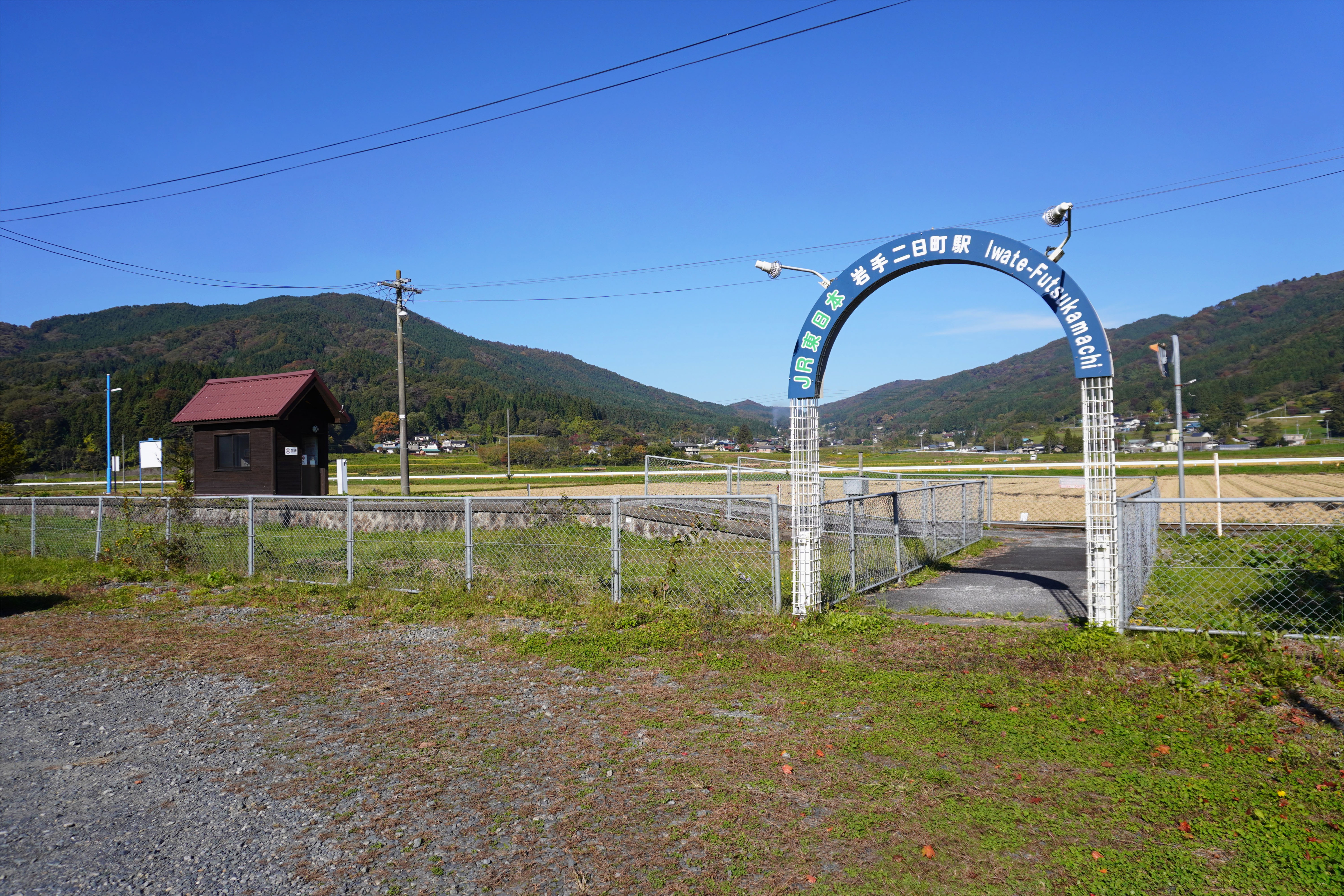
車站入口（2023年10月）

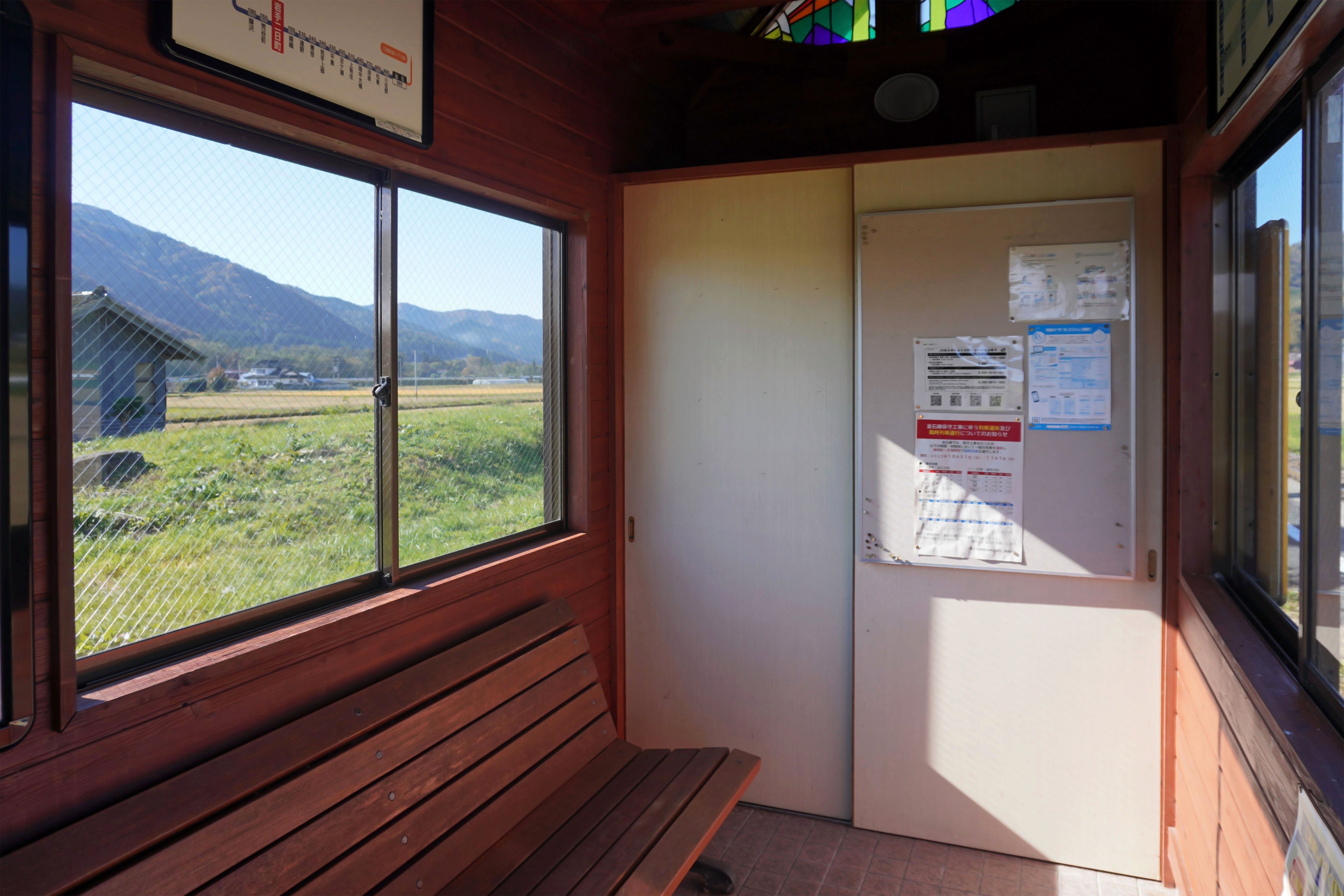
候車室内（2023年10月）

## 历史
- 1914年12月15日 - 作为岩手轻便铁道二日町乘降所开业。
- 1924年12月16日 - 改名为岩手二日町站[3]。
- 1936年8月1日 - 岩手轻便铁道国有化，成为国铁釜石线车站[4]。
- 1944年10月11日 - 随着釜石东线开业，线路名改为釜石西线[4]。
- 1949年12月10日 - 轨距改为1,067mm。
- 1950年10月10日 - 国铁釜石线全部贯通，在此成为釜石线车站[4]。
- 1962年11月1日 - 停止办理货运业务。
- 1987年4月1日 - 国铁分割民营化后成为JR东日本车站。
- 2018年6月1日 - 随着远野站业务委托化，归属北上站管辖。

## 车站结构
侧式站台1台1线的地上车站。
北上站管理的无人站。

## 其他
- 世界语站名：Farmista Domo（农家）。[5]

## 相鄰車站
東日本旅客鐵道（JR東日本）
□快速「濱百合」
通过
■普通
荒谷前－岩手二日町－绫织